# Poecilotheria miranda
Poecilotheria miranda là một loài nhện trong họ Theraphosidae.
Loài này thuộc chi Poecilotheria. Poecilotheria miranda được Mary Agard Pocock miêu tả năm 1900.
Loài này komt alleen voor in een klein gebied ở Ấn Độ và wordt gevonden tot hoogtes van 800 mét boven zeeniveau. Hij staat op de rode lijst van de IUCN als bedreigd.